# 3e armée (Empire russe)
Pour les articles homonymes, voir 3e armée.
La troisième armée est une unité de l'armée impériale russe créée en juillet 1914 et engagée sur le front de l'Est pendant la Première Guerre mondiale. Elle participe à plusieurs batailles contre les armées impériales austro-hongroise et allemande. Elle est dissoute dans le courant de 1918.

## Historique

### 1914

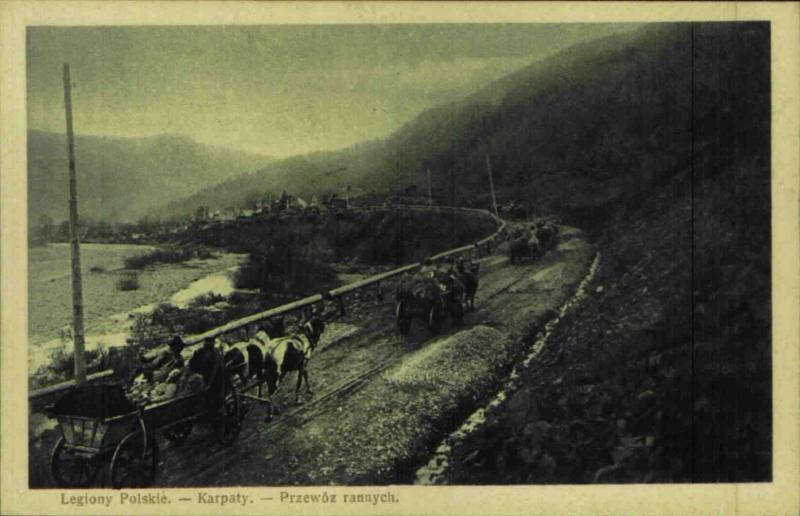
Transport de blessés de la Légion polonaise (armée austro-hongroise) le long de la Dunajec en 1914

La 3e armée est créée le 19 juillet 1914 à Doubno dans le gouvernement de Volhynie, sous le commandement de Nikolaï Rouzski. Elle fait partie du front du Sud-Ouest qui est commandé par le général Nikolaï Ivanov. Elle participe à l'offensive victorieuse contre les Austro-Hongrois à la bataille de Lemberg (Lviv) et à la conquête de la Galicie orientale en juillet-août 1914. Le 3 septembre 914, elle passe sous le commandement de Radko Dimitriev, un général de l'armée bulgare passé au service de la Russie. Le 24 septembre 1914, elle commence le siège de Przemyśl tenue par une forte garnison austro-hongroise. La 3e armée doit interrompre l'encerclement de Przemyśl pendant l'offensive de Paul von Hindenburg contre Varsovie en octobre 1914. Après la défaite des Allemands à la bataille de la Vistule, Dimitriev reprend le siège avant de le laisser à la nouvelle la 11e armée russe (général Andreï Selivanov).
En novembre 1914, sur l'ordre du général Ivanov, commandant du front du Sud-Ouest, la 3e armée mène une offensive infructueuse en direction de Cracovie. Au début de décembre 1914, elle défend le secteur de Nowy Sącz dans les Beskides. Elle comprend alors les unités suivantes :

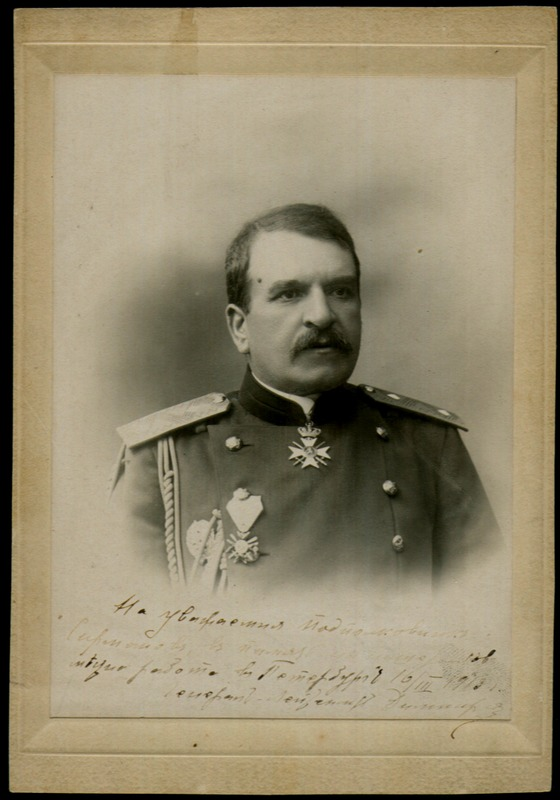
Général Radko Dimitriev

- XIe corps (général Vladimir Sakharov)
  - 11e et 32e divisions d'infanterie
- IXe corps (général Dmitri Chtcherbatchiov)
  - 5e et 42e divisions d'infanterie
- Xe corps (général Zerpitski)
  - 9e et 31e divisions d'infanterie
- XXIe corps (général Yakov Chkinski (en))
  - 33e et 44e divisions d'infanterie

Lors de la bataille de Limanowa (du 1er au 31 décembre 1914), la 3e armée est surprise par l'offensive de la 4e armée austro-hongroise (général Joseph-Ferdinand de Habsbourg-Toscane) et doit reculer de 60 km jusqu'à la rivière Dunajec avant que l'arrivée de renforts russe ne lui permette de stabiliser ses positions.

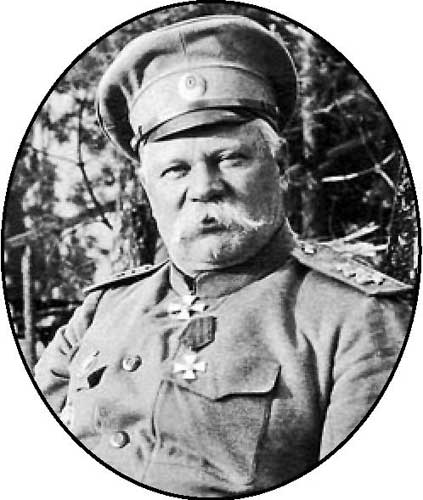
Général Leonid Lech

### 1915
Pendant l'hiver 1915, la 3e armée prend part à la bataille des Carpates et fait face aux offensives austro-hongroises visant à dégager Przemyśl. Le siège de la place s'achève en mars 1915 par la capitulation de la garnison austro-hongroise qui laisse 117 000 prisonniers.
En mai 1915, la 3e armée doit reculer de plus de 100 km face à l'offensive de Gorlice-Tarnów menée par le groupe d'armées austro-allemand du général August von Mackensen. Le 20 mai 1915, le général Dimitriev est rappelé et remplacé par le général Leonid Lech (en). La Grande Retraite de l'armée russe se poursuit pendant tout l'été : les Austro-Allemands reprennent Gródek nad Dunajcem le 19 juin et Lemberg (Lviv) le 22. La forteresse de Brest-Litovsk est perdue par les Russes le 25 août. En septembre 1915, la 3e armée parvient à stabiliser sa position autour de Pinsk, dans les marais du Pripet.

### 1916

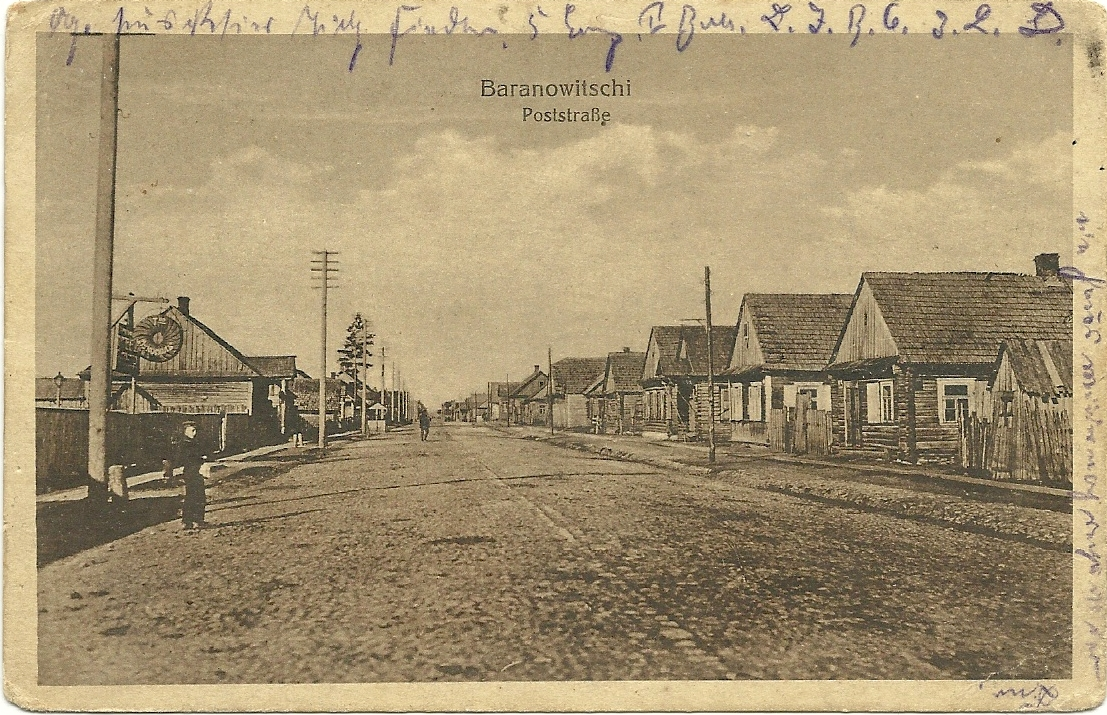
La ville de Baranavitchy en 1916

En juillet 1916, la 3e armée, rattachée au front de l'Ouest, participe à l'offensive Broussilov où elle couvre le flanc nord de la 8e armée russe. Avec l'enlisement de l'offensive devant Kovel, la 3e armée est de nouveau réduite à une guerre de position dans le secteur de Baranavitchy.

## Structure
La 3e armée est rattachée successivement à plusieurs fronts (groupes d'armées, dans l'usage russe) :
- Front du Sud-Ouest – Nikolaï Ivanov (juillet 1914 – juin 1915)
- Front du Nord-Ouest (en) – Mikhail Alekseïev (juin-août 1915)
- Front de l'Ouest (en) – Mikhail Alekseïev puis Alexeï Evert (août 1915 – juin 1916)
- Front du Sud-Ouest – Alexeï Goutor (en) (juin-juillet 1916)
- Front de l'Ouest (en) – Alexeï Evert puis Vladimir Smirnov (en), Vassili Gourko, Anton Dénikine, Piotr Lomonovski (en), Piotr Balouïev, Vassili Kamenchtchikov, Alexander Miasnikian (juillet 1916 – début de 1918)

## Commandants
- Nikolaï Rouzski (19 juillet – 3 septembre 1914)
- Radko Dimitriev (3 septembre 1914 – 20 mai 1915)
- Leonid Lech (en) (3 juin 1915 – 3 août 1917)
- Mikhaïl Kvetsinsky (3 août – 11 août 1917)
- Januariusz Cichowicz (pl) (11 août – 9 septembre 1917)
- Ilia Odichelidze (12 septembre – 9 octobre 1917)
- Dmitri Pavlovitch Parski (9 octobre – 8 novembre 1917)
- Sergueï Anioutchine (ru) (8 novembre 1917 – date inconnue en 1918)

## Sources et bibliographie
- (de) Cet article est partiellement ou en totalité issu de l’article de Wikipédia en allemand intitulé « 3. Armee (Russisches Kaiserreich) » (voir la liste des auteurs) dans sa version du 24 août 2016.